# Daphoenus
Daphoenus es un género extinto de mamífero carnívoro terrestre perteneciente a la familia Amphicyonidae que apareció en Norteamérica en EE. UU. y Canadá en el Luteciense en el Eoceno Medio y se extinguió en el Mioceno Inferior en el Burdigaliense. Daphoenus es uno de los miembros más antiguos de su familia.

## Morfología

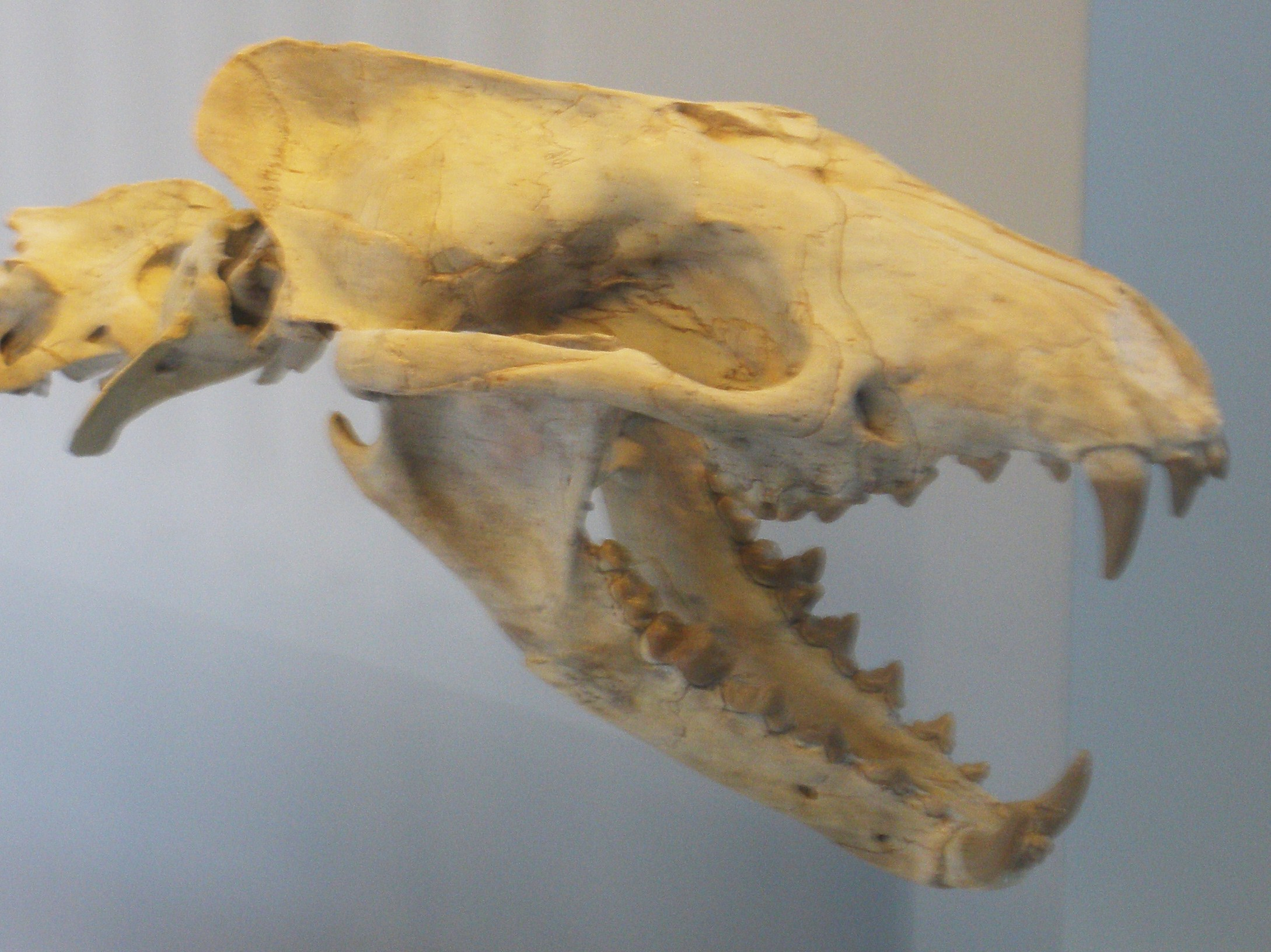
Cráneo de Daphoenus vetus.

En 1988, Legendre y Roth midieron un único espécimen de este género a fin de evaluar su masa corporal. Se estimó que pesaría unos 7,84 kilogramos.
Al Daphoenus, como al resto de los miembros de su familia, se le denomina "perro oso", debido a que poseía características asociadas con ambos grupos. Este género alcanzaba el tamaño de un coyote moderno. El Daphoenus vetus era la especie tipo y la que alcanzó mayor tamaño: los cráneos de los machos podían medir más de 20 centímetros de longitud. Además, el Daphoenus tenía patas cortas y solo podría hacer carreras breves. Se cree que este animal emboscaba a sus presas y consumía carroña. Las pisadas fosilizadas sugieren que, como los osos, estos animales eran plantígrados. El Daphoenus excavaba madrigueras para resguardar a sus cachorros y huir de sus depredadores.

## Especies

### Daphoenus vetus
Es la especie tipo, además de la especie más grande del género. Se han encontrado en Colorado, Nebraska y Dakota del Sur fósiles que datan del Oligoceno inferior. Fue nombrado en 1853 por Joseph Leidy y fue asignado a la familia Amphicyonidae y Carroll en 1988. Pesaba 67 kg, y medía casi 1,50 metros de largo. Su sinónimo es Proamphicyon nebrascensis.

### Daphoenus lambei
Fue nombrado por L.Russell en 1934. Vivió en el Duchesneano del Eoceno de Saskatchewan (Canadá), además de en Texas, en el condado de Presidio; y en Wyoming, en el condado de Natrona.

### Otras especies
Existen otras especies de este género, aunque algunas son cuestionadas y otras sólo poseen un nomen dubium:
- D. hartshorianus
- D. ruber
- D. socialis